# Star Wars: Shadows of the Empire
 (octobre 2019).
Si vous disposez d'ouvrages ou d'articles de référence ou si vous connaissez des sites web de qualité traitant du thème abordé ici, merci de compléter l'article en donnant les références utiles à sa vérifiabilité et en les liant à la section « Notes et références ».
Star Wars: Shadows of the Empire est un jeu d’action développé et édité par LucasArts. Il est sorti en 1996 sur Nintendo 64. La version Windows est sortie près d'un an plus tard.
Dans ce jeu, le joueur incarne Dash Rendar, qui doit aider Luke Skywalker et sauver la princesse Leia des griffes du prince Xizor. Il se déroule entre l'Empire contre-attaque et Star Wars, épisode VI : Le Retour du Jedi. Le jeu fait partie d'une série de supports portant l'histoire Les Ombres de l'Empire, comme si tous les supports étaient l'adaptation d'un film.

## Scénario
Le jeu est divisé en quatre parties (ou chapitres). La première se déroule durant le début de l'Empire contre-attaque. Dash Rendar est coincé sur Hoth quand les forces impériales attaquent. Le joueur doit détruire des TB-TT, des TR-TT, quelques droïdes et snowtroopers. Il s'échappe de Hoth à l'aide de l'Outrider, puis, poursuivi par des chasseurs TIE dans la ceinture d'astéroïdes, il grimpe dans la tourelle pour s'en débarrasser. Dans la seconde partie, Dash Rendar est envoyé sur Ord Mantell pour interroger IG-88 au sujet du lieu où se trouve Boba Fett. En fin de compte, il apprend qu'il est sur la lune de Gall. Comme IG-88 s'avérait agressif, il lui règle son compte. Dash affronte donc Fett sur Gall, mais ce dernier réussit à s'échapper.
Jabba le Hutt est payé par Xizor pour éliminer Luke Skywalker, et décide pour cela d'envoyer un groupe de chasseurs de primes le tuer. Mais Dash doit protéger Luke et réussit à les détruire durant une course de fonceurs. Luke et Dash décident de prendre d'assaut le Suprosa, le vaisseau de Xizor. Là, avec l'aide des Bothans (que l'on ne voit pas dans le jeu), ils trouvent les plans de la Seconde Étoile de la Mort. Dash, Luke, Lando Calrissian et Chewbacca infiltrent le palais de Xizor sur Coruscant en passant par les égouts, pour sauver la Princesse Leia, qui a été capturée. Ils détruisent le palais et se sauvent. L'objectif final est la destruction de la base spatiale de Xizor. Au cours de la bataille, vous devez piloter l'Outrider au lieu de rester dans la tourelle.
La bonne surprise du jeu arrive à la fin, quand la base de Xizor est détruite. L'écrivain du livre et des bandes-dessinées laisse sous-entendre que Dash meurt pendant la bataille, mais sa vraie destinée est seulement révélée dans le jeu. Dash vit, comme le montre une scène coupée supplémentaire, et il est parti en hyperespace au dernier moment, mais seulement si le jeu est terminé en mode difficile. Il décide de disparaître quelque temps, prenant l'avantage de sa fausse mort.